# Xestia glaucoptera
Xestia glaucoptera là một loài bướm đêm trong họ Noctuidae.